# Maxwell House
Maxwell House est une marque commerciale de café appartenant à Kraft Heinz en Amérique du Nord et à Jacobs Douwe Egberts dans le reste du monde. Créée en 1892 en référence au Maxwell House Hotel de Nashville, la marque est présente aujourd’hui dans une vingtaine de pays.

## Histoire

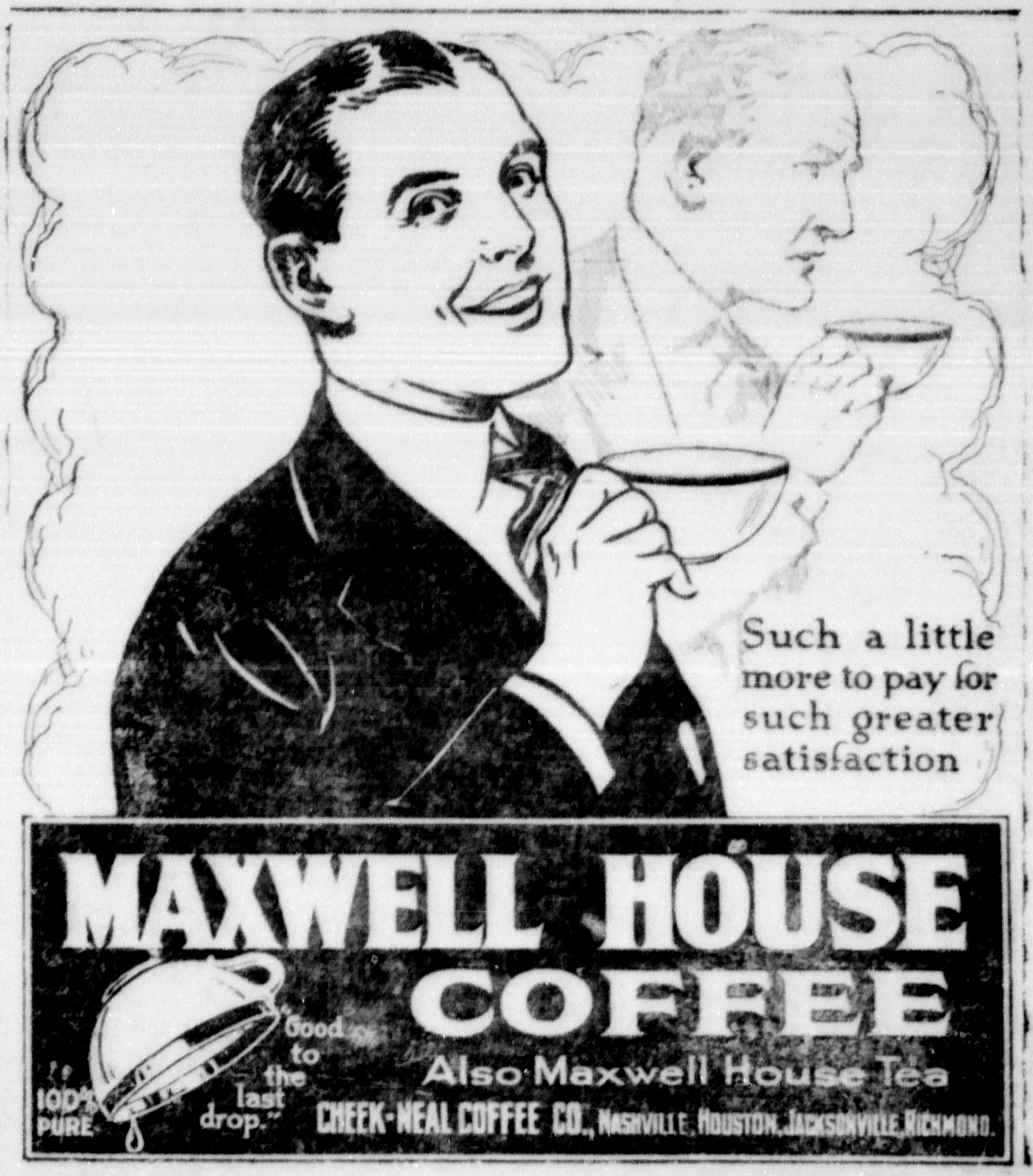

En 1884 à Nashville, Joel Cheek rencontre Roger Nolley Smith, un torréfacteur de café anglais qui pouvait reconnaître l’origine d’un café en sentant les grains. Ensemble, ils travaillent à obtenir le mélange idéal et, en 1892, Cheek se rapproche de l’intendant du Maxwell House Hotel et lui donne un échantillon de son café. À la suite des protestations des clients lorsque l’hôtel revient au café de son fournisseur initial quelques jours plus tard, l’hôtel décide de se fournir exclusivement chez Cheek.
À la faveur de ce premier succès, les deux créateurs fondent The Nashville Coffee and Manufacturing Company, une entreprise de distribution de café, principalement sous la marque Maxwell House Coffee. L’entreprise sera ensuite renommée The Cheek-Neal Coffee Company.
Les premières publicités, en 1917, utilisent déjà le slogan « Good to the last drop » (bon jusqu’à la dernière goutte). En 1928, l’entreprise se fait racheter par le groupe céréalier General Foods.
Le café instantané est lancé en 1942 et la marque est introduite en Angleterre en 1948.
En novembre 1985, la marque passe dans les mains de Philip Morris Companies lorsque General Foods est racheté par celui-ci et en devient la filiale alimentaire. Celle-ci est renommée par la suite Kraft Foods puis devient indépendante en 2007. En octobre 2012, à la suite de la scission des activités nord-américaines au sein d’une nouvelle entreprise, Kraft Foods Group, Kraft Foods est renommé Mondelēz International, et Maxwell House est alors exploitée par deux entités différentes.
Depuis 2015, elle fait partie en dehors de l’Amérique du Nord de Jacobs Douwe Egberts, société issue de la fusion des cafés de Mondelēz International et D.E Master Blenders 1753.

## Commercialisation

### Dans le monde
En plus du continent américain, la marque Maxwell House est présente en Allemagne, au Royaume-Uni, en Irlande, en Pologne, en Russie, en Ukraine, à Taïwan, en Chine, en Tunisie, au Proche-Orient et aux Philippines.

### En France
Maxwell House débarque en France en 1969 sous le nom Maxwell qualité filtre. Le slogan de la marque est alors «
Maxwell qualité filtre, ce n’est pas la peine d’en rajouter
». Ce n’est qu’en 2001 que la marque Maxwell House commence à être vendue en France sous ce nom, à la suite de la volonté de Kraft d’uniformiser sa marque à l’échelle du continent européen. Elle prend alors le slogan d’origine traduit, « bon jusqu’à la dernière goutte
».